# Damian Mnohohriszny

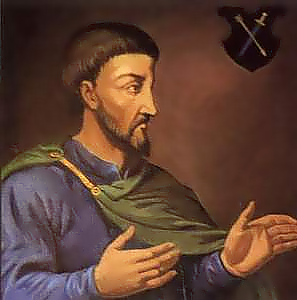
Demian Mnohohriszny

Herb

Damian (Demian) Mnohohriszny, w literaturze Demian (Demko) Mnohohriszny, ukr.: Многогрішний Дем'ян Ігнатович (ur. ok. 1630, zm. po 1701) – hetman Ukrainy Lewobrzeżnej w latach 1668–1672. Działał na rzecz starszyzny kozackiej tłumiąc wewnętrzne, antyfeudalne niepokoje. Skazany przez Piotra I na zesłanie do Irkucka.

## Życiorys
Damian (Demian) Mnohohriszny urodził się w mieście Korop w województwie czernihowskim Rzeczypospolitej, pochodził z rodziny kozackiej. Brał czynny udział w powstaniu Chmielnickiego.
W latach 1665-1669 był pułkownikiem czernihowskim. W 1668 jako przeciwnik postanowień rozejmu andruszowskiego wziął udział w powstaniu przeciw Moskwie Iwana Brzuchowieckiego. Był zwolennikiem hetmana Piotra Doroszenki.
W 1668 roku Doroszenko musiał udać się na Prawobrzeże, w związku z tym wybrał Mnohohrisznego na hetmana nakaźnego Ukrainy Lewobrzeżnej. Pochód wojsk moskiewskich na Ukrainę, brak pomocy ze strony Doroszenki oraz poparcie dla Rosjan duchowieństwa cerkwi prawosławnej zmusiło Mnohohrisznego do rozmów pokojowych z Rosjanami.
17 grudnia 1668 roku na radzie starszyzny kozackiej w Nowogródzie Siewierskim Mnohohryszny został ogłoszony „hetmanem siewierskim”. Pertraktacje pomiędzy Mnohohrysznym i Moskwą zakończyły się podpisaniem artykułów głuchowskich 1669 roku, rozszerzających uprawnienia hetmańskie. Siedziba hetmana została przeniesiona z Hadziacza do Baturyna.

## Polityka wewnętrzna
Damian Mnohohriszny prowadził politykę, której celem było wzmocnienie wewnętrzne lewobrzeżnego Hetmanatu:
- domagał się włączenia Kijowa wraz z okręgiem w granice Hetmanatu.
- pragnął wzmocnienia władzy hetmańskiej kosztem starszyzny
- prowadził tajne pertraktacje z Doroszenką o możliwości przejścia Ukrainy Lewobrzeżnej pod protektorat turecki.

Taka polityka wywoływała niezadowolenie tak starszyzny kozackiej jak i Moskwy. Usunięci przez Mnohohrisznego ze stanowisk oboźny generalny, pisarz generalny, pułkownik perejasławski i kilka innych osób po uzyskaniu poparcia carskiego rezydenta, przy wsparciu rosyjskiego oddziału otoczyli w nocy z 12 na 13 marca 1672 dwór hetmana w Baturynie, Mnohohriszny po złamaniu oporu został zakuty w kajdany i wydany przedstawicielom cara.

## Zsyłka i śmierć na Syberii
Hetman został wywieziony do Moskwy, gdzie w połowie kwietnia 1672 roku odbył się nad nim sąd. Oskarżono go o zdradę, był torturowany, a następnie skazany na śmierć. Karę śmierci następnie zamieniono na zsyłkę. Hetman został wywieziony na zsyłkę do Irkucka wraz z rodziną. Był pierwszym hetmanem sądzonym poza terytorium Hetmanatu, nie przez sąd wojska zaporoskiego w Baturynie, jak nakazywał zwyczaj.
W 1688 roku został zwolniony z więzienia, zmarł w Irkucku po 1701 roku.